# Велика Вулига
Вели́ка Вулига — село в Україні, у Шпиківській селищній громаді Тульчинського району Вінницької області. Населення становить 1145 осіб.

## Географія
Селом протікає річка Удима, права притока Краснянки.
Біля села знаходиться гідрологічна пам'ятка природи місцевого значення Джерела «Ревуха» (5 шт.)

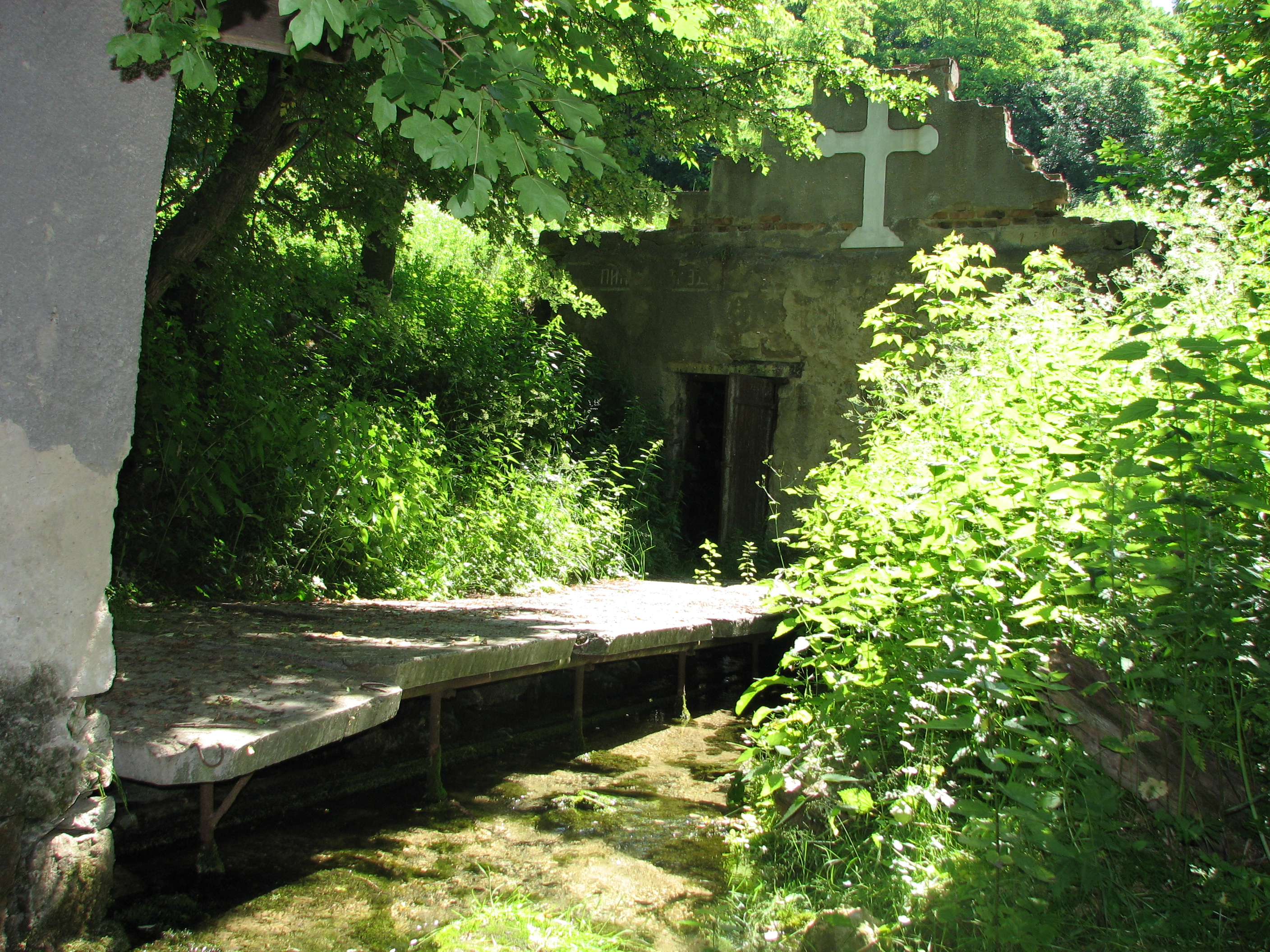
Джерело «Ревуха»

## Історія
Станом на 1885 рік у колишньому власницькому селі Шпиківської волості Брацлавського повіту Подільської губернії мешкало 837 осіб, налічувалось 133 дворових господарств, існувала православна церква, школа, постоялий будинок, водяний млин.
1892 існувало 216 дворових господарств, проживало 1162 мешканці.
За переписом 1897 року кількість мешканців зросла до 1398 осіб (676 чоловічої статі та 722 — жіночої), з яких 1345 — православної віри.
1905 року існувало 273 дворових господарства, проживало 1447 мешканців, існувала православна церква й церковно-приходська школа.
7 (20) листопада 1917 року, відповідно до Третього Універсалу Української Центральної Ради, увійшло до складу Української Народної Республіки.
12 червня 2020 року, відповідно до Розпорядження Кабінету Міністрів України від  № 707-р «Про визначення адміністративних центрів та затвердження територій територіальних громад Вінницької області», увійшло до складу Шпиківської селищної територіальної громади.
19 липня 2020 року, в результаті адміністративно-територіальної реформи та ліквідації Тиврівського району, село увійшло до складу новоутвореного Тульчинського району.

## Населення

### Мова
Розподіл населення за рідною мовою за даними перепису 2001 року:
| Мова       | Кількість | Відсоток |
| ---------- | --------- | -------- |
| українська | 1127      | 98.43%   |
| російська  | 14        | 1.22%    |
| румунська  | 3         | 0.26%    |
| білоруська | 1         | 0.09%    |
| Усього     | 1145      | 100%     |